# كيتي برايد
كيتي برايد هي بطلة خارقة في مارفل كومكس من ابتكار جون بيرن وكريس كليرمونت.ظهرت الشخصية لأول مرة في يناير 1980.